# Cersk, Manevîci
Cersk (în ucraineană Черськ) este un sat în comuna Troianivka din raionul Manevîci, regiunea Volînia, Ucraina.

## Demografie
Componența lingvistică a localității Cersk
     Ucraineană (100%)
Conform recensământului din 2001, toată populația localității Cersk era vorbitoare de ucraineană (100%).